# Віреон світлокрилий
Віреон світлокрилий (Vireo masteri) — вид горобцеподібних птахів родини віреонових (Vireonidae).

## Поширення
Вид поширений в регіоні Чоко на тихоокеанському схилі Західних Анд Колумбії та північно-західного Еквадору. Він відомий з кількох розділених місцевостей. Його місце проживання — тропічний ліс. Він був знайдений лише в первинних хмарних лісах, як правило, на похилих і крутих місцинах, з великою кількістю пальм, епіфітів, папоротей і мохів, переважно на висоті від 1100 до 1600 м.

## Опис
Дрібний птах, завдовжки 11,5 см. Довжина крила сягає 5,4 см, хвоста — 3,5 см, лапки — 1,7 см. Спина оливково-зелена, злегка оливкова спереду і зеленіша і яскравіша ззаду. Центральна пара кермових хвоста оливково-зелена, а решта три пари коричневі. Махові пера крила тьмяні темно-коричневі, з вузьким оливково-зеленим краєм на вторинних частинах і від блідих до жовтуватих на основних і, як правило, з тьмяним жовтим злегка білим відтінком і відтінками жовтого на крилі. Темно-оливкові супралореальні та орбітальна смуги, що тягнеться до вуха через темно-коричнева райдужка. Щоки й вуха вохристі; підборіддя і горло білясті; грудка від вохристого до жовтого кольору з оливковими тонами з боків і кремовою до білої на черевці. Ноги синьо-сірі.

## Назва
Автор таксона Пол Саламан вирішив продати з аукціону права на наукову назву цього виду, щоб зібрати гроші на збереження середовища проживання цих птахів. Аукціон виграв із ставкою 75 000 доларів США Бернард Мастер — перший американський птахівник, який побачив представників всіх сучасних родин птахів, і назвав вид Vireo masteri. Ця пожертва була використана для створення заповідника Pangan ProAves в Колумбії.